# 古地震
古地震（こじしん）とは、昨日まで過去に起きた全ての地震のこと。地震史料として使用する場合、日本では太陽暦が使用され、地震計による観測が開始された明治5年（1872年）頃以前の史料を示す場合が多い。なお地震（歴史地震学）としての古地震は歴史地震を参照のこと。

## 近代日本の古地震史料
1891年の濃尾地震による震災被害により、1892年に勅令55号により震災予防調査会が設置された。その基礎資料として史料編纂掛（東京大学史料編纂所の前身）の田山実（田山花袋の長兄）が古地震の調査を命じられ、10年の歳月を費やして古文書などから地震関連の史料を収集し、『大日本地震史料』上下巻（1904年）として刊行した。これにより大森房吉が「大地震概要」を著した。その後、田山の業績をついで、武者金吉がさらに収集した史料をあわせ、約6400の古地震についての史料を収めた『増訂大日本地震史料』1 - 3巻（1941 - 1943年）および『日本地震史料』（1951年）を刊行したが、以後新資料の収集は宇佐美龍夫が再開するまでの20年近くの間停滞した。

## 現代日本の古地震史料
1981年から1991年にかけて、東京大学地震研究所の編纂により『新収日本地震史料』（1 - 5巻および2 - 5の別巻とその分冊、補遺と補遺別巻、続補遺と続補遺別巻など、全21冊）が東京大学地震研究所より刊行されている。また1998年から2012年にかけて、宇佐美龍夫らの編集により『日本の歴史地震史料拾遺』（全8冊）が刊行された。『増訂大日本地震史料』（全3冊）や『日本地震史料』（全1冊）も復刊されている。なお、近時これらの資料について研究者らの便宜を図るため電子化による公開が計画され、東京大学地震研究所図書室特別資料データベースにおいて公開されている。